# Traded (película)
Traded es una película de western estadounidense de 2016, dirigida por Timothy Woodward Jr. y protagonizada por Kris Kristofferson, Trace Adkins y Michael Paré.

## Trama
La película comienza con el narrador diciendo que las mujeres son de poco valor en el Oeste, y muchos terminan como prostitutas. Las mujeres son vendidas, y comercializadas como una propiedad en Kansas.
En una cabaña del oeste, una hija de 17 años, Lily, pregunta a su papá, Clay, si puede ir al "baile de lazo", y él le dice que no a pesar del apoyo de la mamá. El hijo, Jake, es mandado a buscar algo de miel, y es mortalmente mordido por un serpiente cascabel. Después del funeral y el paso de tiempo, la familia se vuelve disfuncional. La madre cae en una profunda depresión, y la hija huye para convertirse en una chica Harvey.  El papá, un anterior pistolero, va armado con el objetivo de rescatar a su hija.
El papá muestra la foto de su hija a cualquiera que quiera mirarla. En una escena él le rompe la nariz al hombre que vende boletos del ferrocarril por mentirle. La hija, Lily, se hizo amiga de un hombre llamado Rig Marlowe, quién la vende para que sea una prostituta. Clay Travis primero va a Wichita para buscar el sitio donde se hacen las audiciones para ser una Chica Harvey. Nadie vio a Lily. Billy el barman le dice a Clay que encuentre a Rig. Billy también le da un consejo muy sabio: 'Dos lobos habitan en nosotros, uno se alimenta de ira y odio, el otro de amor y esperanza. El ganador, el que sobrevive, es aquel al que alimentamos'.
Clay va al Rusty Spur para unirse en un juego de cartas con Rig Marlowe, Silas y Charlie. Lo descubren a Rig haciendo trampa, y Silas lo mata de un disparo. Con la muerte de Marlowe se acaba la posibilidad de saber qué había pasado con su hija. Por eso Clay ahora va en busca de Ty Stover, dueño del Salón Spinning Wheel. Ty niega haber visto a Lily, Acto seguido, Clay consulta con otras prostitutas del Salón si vieron a su hija. Una de ellas le indica que vuelva a hablar con Ty. Pero el sacaborrachos del salón, comienza una gran pelea de puños con Clay. Al final Clay le gana y sube las escaleras para hablar con Ty otra vez. Pero éste se escapó.
Cuando baja la escalera al salón, Clay amenaza al sacaborrachos que está en el suelo, para que le dé más datos sobre Ty. Pero el barman, Billy, saca su pistola y le apunta a Clay diciéndole que se vaya. Clay se marcha y busca a Ty en la estación de bomberos local. Cuando encuentra a Ty, se entera de que este vendió a Lily a un tal Lavoie, por una nueva campana para los bomberos. Clay deja a Ty colgado de una soga, ahorcándose. Y se marcha hacia Dodge City, para encontrar al tal Lavoie. Antes de partir un hombre le increpa, por haber matado hace 15 años a su mejor amigo. Clay lo mata en un duelo de pistolas.
Después de llegar en tren a Dodge City, conoce a una joven muy fea cuyo único nombre es solo "Chica". Ella es una esclava sexual de su padrastro, un tal Cavendish. Este capturó a Clay, quien se encuentra encadenado a una silla. Al día siguiente Clay logra matar al padrastro, y con ello libera a Chica.
Nell una antigua novia, y ahora prostituta, le dice cómo encontrar a Lavoie, quien se está en el prostíbulo "Palacio Francés".
En el "Palacio Francés", Levoie les está diciendo a su hijo Kipp y a Jeb, uno de sus gangters, lo importante que es la familia en la vida. En ese momento unas prostitutas entran a la oficina de Levoie para demandar mejores condiciones de trabajo para todas. Levoie mata a la vocera, y le dice a la restante que si le preguntan tiene que decirles que la muerta se fue a probar suerte en Colorado.
Clay llega buscando a Lily, su hija, y trata de escapar con ella. Lily alcanza a escapar, y es ayudada por Chica, pero Clay es atrapado.
La escena se centra ahora en la esposa de Clay, en su casa, ella escribe una nota y la deja en la mesa. Entonces va caminando hacia el granero llevando una soga.
Volvemos a donde se encuentra Lily. Chica la lleva consigo para darle protección en su casa.
Ahora muestran cómo Levoie y sus hombres torturan a Clay usando un método "chino" (según Levoie). Cuando se queda solo, Clay logra escapar, y va a la casa de Chica, en busca de Lily, Allí encuentra a Chica muerta de un balazo. Clay encuentra al tipo que mató a Chica y lo mata.
Cuando Clay sale a buscar a Lily, uno de los matones comienza a dispararle. Él está en serios apuros, cuando en ese momento llega Billy, el barman, en su ayuda y asesina al matón.
Clay aprovecha el momento para ir a buscar a Levoie en el "Palacio Francés". Allí termina por matarlo.
Recupera a Lily y se marchan con dirección a su hogar. Cuando llegan, Clay encuentra la nota de su esposa, él piensa que ella se suicidó. Lily corre rápidamente hacia el granero, y cuando todo parece indicar que van a encontrar a la mujer muerta, Lily ve a su mamá trayendo un caballo hacia el establo. La familia vuelve a estar unida.

## Reparto
- Michael Paré como Clay Travis
- Trace Adkins como Ty Stover
- Tom Sizemore como Lew Crawford (Lavoie)
- Kris Kristofferson como Billy
- Brittany Elizabeth Williams como Lily Travis
- Constance Brenneman como Amelia Travis
- Hunter Fischer como Jake Travis
- Marie Oldenbourg como Chica
- Martin Kove como Cavendish (el padrastro de Chica)
- Natalia Cigliuti como Nell Craft
- Joshua LeBar como Aparejo Marlowe
- Quinton Aaron como Silas
- John Ryan McLaughlin como Charlie
- Michael J. Long como Kipp
- Kaiwi Lyman-Mersereau como Jed (acreditado como "Kaiwi Lyman")
- Kelly Kristofferson como Claire
- Tom Troutman como el vaquero en la barra

## Recepción
La película tiene una valoración del 40 % en Rotten Tomatoes.